# J & CG Bolinders Mekaniska Verkstad AB

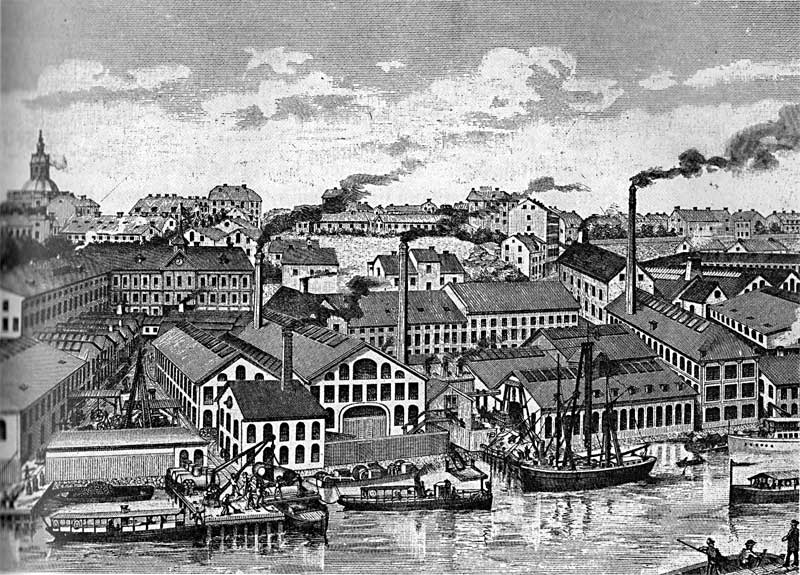
Механическая мастерская Болиндеров. гравюра на дереве, Стокгольм 1893

J & CG Bolinders Mekaniska Verkstad AB — машиностроительная компания в Швеции. Основана в 1844 году братьями Жаном и Карлом Герхардом Болиндерами на острове Кунгсхольмен (озеро Меларен) в Стокгольме.

## История
1844 - братья Жан и Карл Герхард Болиндеры начали свой бизнес с производства кухонных плит, чугунных сковород и мясорубок. Со временем компания стала крупнейшим производителем лесопильных рам и паровых двигателей.
1874 - Kungsholmens Gjuteri & Maskin Verkstad переименовано в J & CG Bolinders Mekaniska Verkstads AB.
1883 - Строительство первой шведской подводной лодки, впервые в мире способной осуществлять пуск торпед в подводном положении.
1893 - Разработан первый шведский двигатель внутреннего сгорания.
1902 - Компания приобретает проектную документацию на двухтактный калильный двигатель для сырой нефти. Именно благодаря ему компания приобрела всемирную известность в качестве производителя надёжных и долговечных двигателей Bolinder.
1932 - Слияние с Munktells Mekaniska Verkstads AB и создание AB Bolinder-Munktell. 

## Интересные факты
- В России калоризаторный двигатель компании Bolinders дал наименования отдельным видам судов, на которых он устанавливался. Болиндерами называли плоскодонные мелкосидящие десантные баржи, а также рыболовецкие, спасательные и прочие суда, шлюпки, катера[2].
- В Барнауле место, где сейчас расположен речной вокзал, в первой половине XX века называлось Балиндер[3].